# Jardín Botánico de Cagliari
El Jardín Botánico de Cagliari (en italiano: Orto botanico di Cagliari también conocido como Orto Botanico dell'Università di Cagliari ), es un jardín botánico y arboreto de unas 5 hectáreas de extensión, que se encuentra en Cagliari, Cerdeña.
Depende administrativamente de la Universidad de Cagliari, y ubicado en via Sant'Ignazio da Laconi.

## Historia
El ancestro del Jardín Botánico de Cagliari se implantó entre 1752 y 1769 en un barrio al este de la capital de Cerdeña, en su Campu de Su Rei (es decir, "el campo del rey" ).
El actual Jardín Botánico fue inaugurado entre 1864 y 1866 por el Profesor Patrick Gennari, diseñado por su antecesor, el profesor, Baylle Giovanni Melon, que también estaba interesado en la adquisición de terrenos adecuados, ya identificados en 1820 en el Valle Palabanda y la ayuda del Ministro Giovanni Lanza.
El área de excavación y construcción, que fue abandonada y usada como vertedero sanitario, se recuperó en el 1864, y los trabajos de acondicionamiento duraron unos 2 años. La inauguración tuvo lugar en realidad el 15 de noviembre de 1866.
Alrededor de 1874 el Jardín tenía ya un catálogo de 193 plantas diferentes.
En 1885 el Jardín comenzó a organizar un Index Seminum para la catalogación y el intercambio de semillas.
En los primeros años del siglo XX, la institución científica alcanzó su pleno desarrollo, cuenta con "400 plantas aclimatadas", de la Indias Occidentales y América del Sur (116), el norte de América (64), el sur de África y Madagascar (66), el norte de África , Arabia y las Islas Atlánticas (30), de las Indias Orientales , China y Japón (92), Australia , Malasia y las islas de Oceanía (62).
A principios de 1943 el Jardín fue bombardeado, puesto que, durante la Segunda Guerra Mundial, se había instalado en él un batallón de caballería. La colección del herbario se salvó, gracias a haber sido transferida para su conservación a una antigua iglesia en Ghilarza (Oristano).
Después de la guerra, se requirieron varios años de duro trabajo para restaurar la funcionalidad de la institución.
A principios de los años ochenta, sin embargo, seguía siendo perceptible la pobreza de especies.

## Colecciones
Hoy el Jardín, que cubre un área de 5 hectáreas, cuenta con árboles y arbustos típicos de las bandas de vegetación de Cerdeña y de la región mediterránea, comprende grandes ejemplares de Ceratonia siliqua, Pinus halepensis, Olea europea, Rhamnus alaternus, Pistacia lentiscus, Quercus ilex, Arbutus unedo, Erica scoparia, Quercus calliprinos, Juniperus spp., Buxus balearica y Buxus sempervirens, un ejemplar de gran envergadura de Ficus magnolioides, un palmetum con numerosas especies de diferentes géneros, con bellos ejemplares de cipreses y de Sterculia, una colección de cerca de 1000 plantas suculentas, rocalla con Agave, Yucca, Aloe, Cereus, Euphorbia, Opuntia, Dracaena draco, mientras que en la charca encontramos Nymphaea, Nelumbo y papiros.